# Scomposizione di Hermite
In matematica, la formula di Hermite o scomposizione di Hermite, è un metodo che permette di effettuare la decomposizione in fratti semplici di una funzione razionale. Consente cioè di scomporre una qualsiasi funzione razionale in una somma di funzioni razionali di cui è facile trovare le primitive: allora la primitiva della funzione è la somma di tali primitive.

## Enunciato del teorema
Siano {\displaystyle P(x)} e {\displaystyle Q(x)} due polinomi su {\displaystyle \mathbb {R} } tali che il grado di {\displaystyle P(x)} sia minore di quello di {\displaystyle Q(x)}, e sia:
{\displaystyle Q(x)=a_{n}(x-b_{1})^{n_{1}}\dots (x-b_{j})^{n_{j}}(x^{2}+c_{1}x+d_{1})^{m_{1}}\dots (x^{2}+c_{k}x+d_{k})^{m_{k}}}
la rappresentazione di {\displaystyle Q(x)} in fattori irriducibili. Allora esiste un'unica rappresentazione di {\displaystyle P(x)/Q(x)} della forma:
{\displaystyle {\frac {P(x)}{Q(x)}}={\frac {A_{1}}{x-b_{1}}}+\dots +{\frac {A_{j}}{x-b_{j}}}+{\frac {C_{1}x+D_{1}}{x^{2}+c_{1}x+d_{1}}}+\dots +{\frac {C_{k}x+D_{k}}{x^{2}+c_{k}x+d_{k}}}+{\frac {\mathrm {d} }{\mathrm {d} x}}{\bigg (}{\frac {P^{1}(x)}{Q^{1}(x)}}{\bigg )}}
ove:
{\displaystyle Q^{1}(x)=(x-b_{1})^{n_{1}-1}\dots (x-b_{j})^{n_{j}-1}(x^{2}+c_{1}x+d_{1})^{m_{1}-1}\dots (x^{2}+c_{k}x+d_{k})^{m_{k}-1}}
e {\displaystyle P^{1}(x)} è un polinomio di grado minore di quello di {\displaystyle Q^{1}(x)}.

## Uso nell'integrazione di una funzione razionale fratta
Nell'enunciato si suppone che il numeratore della frazione algebrica abbia (come polinomio) grado minore del denominatore. Se così non fosse, si potrebbe sempre usare la divisione euclidea del numeratore per il denominatore, in modo da scomporre la funzione fratta nella somma di un polinomio (di cui è facile trovare la primitiva) e di una funzione fratta che soddisfi alla condizione predetta. A questo punto, si esprime tale frazione nella forma enunciata dal teorema, lasciando indicate le {\displaystyle A}, le {\displaystyle C} e le {\displaystyle D} come parametri, ed esprimendo il polinomio {\displaystyle P^{1}(x)} come un generico polinomio di grado minore o uguale a quello di {\displaystyle Q^{1}(x)} che ha come coefficienti dei parametri {\displaystyle B}: si ha così un'uguaglianza tra due frazioni algebriche con lo stesso denominatore, contenente i parametri solo a destra. Uguagliando i coefficienti dei termini con lo stesso grado si ottiene un sistema lineare le cui incognite sono le {\displaystyle A}, {\displaystyle B}, le {\displaystyle C} e le {\displaystyle D}. Risolvendo il sistema si ottengono i valori dei parametri che verificano la formula, effettuando la scomposizione. Avendo così scomposto la funzione razionale fratta, è facile trovare le primitive degli addendi, usando noti metodi di integrazione.